# 8709 Kadlu
8709 Kadlu este o planetă minoră (asteroid) din Asteroid Amor. A fost descoperită pe 14 mai 1994 la Observatorul Palomar de Carolyn S. Shoemaker și a fost numită după Kadlu⁠(d). 
Obiectul prezintă o orbită caracterizată de o semiaxă mare de 2,5283125 UAi, o excentricitate de 0,489, o înclinație de 3,51611 ° în raport cu ecliptica.